# Rombäck
Rombäck är en bebyggelse norr om Ljungan i Ånge kommun. Från 2023 avgränsar SCB här en småort. 